# Progonyleptes borellii
Genre
Espèce
Synonymes
- Gonyleptes borellii Sørensen, 1895

Progonyleptes borellii, unique représentant du genre Progonyleptes, est une espèce d'opilions laniatores de la famille des Gonyleptidae.

## Distribution
Cette espèce se rencontre en Argentine dans les provinces du Chaco et d'Entre Ríos et au Paraguay.

## Description
La femelle holotype mesure 12 mm.

## Systématique et taxinomie
Cette espèce a été décrite sous le protonyme Gonyleptes borellii par Sørensen en 1895. Elle est placée dans le genre Progonyleptes par Roewer en 1913.

## Étymologie
Cette espèce est nommée en l'honneur d'Alfredo Borelli.

## Publication originale
- Sørensen, 1895 : « Viaggio del dottor Alfredo Borelli nella Repubblica Argentina e nel Paraguay. XVII. Opiliones Laniatores. » Bollettino dei musei di zoologia ed anatomia comparata della R. Università di Torino, vol. 10, no 210, p. 1-6 (texte intégral).
- Roewer, 1913 : « Die Familie der Gonyleptiden der Opiliones-Laniatores. » Archiv für Naturgeschichte, sér. A, vol. 79, no 4, p. 1–256 (texte intégral).